# Pibor
 For alternative betydninger, se Pibor (flertydig). (Se også artikler, som begynder med Pibor (flertydig))
Pibor, også kaldet Pibor Post, er en by i den østligste del af Sydsudan.

## Beliggenhed
Pibor ligger i Pibor County, i Greater Pibor administrative område, i det østlige Sydsudan, nær grænsen til Etiopien. Den ligger cirka 342 km, ad vej, nordøst for Juba, hovedstaden og landets største by. Efter oprettelsen af nye stater (2015-2020) blev det en del af delstaten Boma.

## Oversigt
Pibor eller Post Post er en forpost fra kolonitiden, bygget i 1912 af briterne og hed oprindeligt Fort Bruce. Byen fungerer som administrationsby for Pibor County, der var et af de indlejrede amter i delstaten Jonglei før oprettelsen af nye stater i 2015. Piborfloden, der er dannet ved sammenløbet af flere mindre vandløb, begynder sit Løb ved Pibor. Floden løber derfra nordpå og modtager Akobofloden nær Akobo. Til sidst, efter at have modtaget Gilofloden og Bela-floden, mødes den med Barofloden og danner Sobatfloden .

## Transport
En muddervej fører nordpå til byen Akobo ved grænsen til Etiopien. En anden muddervej fører sydvest ud af Pibor til byen Bor. Vejene bliver ubrugelige  af oversvømmelser i de sidste måneder af den årlige regntid. Lokalbefolkningen kan bevæge sig til fods eller ad floden, når vejene ikke er brugbare. Byen betjenes også af Pibor Lufthavn.

## Befolkning
I juli 2011 blev det anslået at den permanente befolkning i Pibor Post var 1.000 personer eller færre, selvom dataene er uklare, da  der føres få optegnelser.

## Natur
- Boma Nationalpark, den største nationalpark i Sydsudan, ligger omkring 65 km øst for Pibor Post.